# Stazione di Gais (Svizzera)
La stazione di Gais (in tedesco Bahnhof Gais) è una stazione ferroviaria nel comune svizzero di Gais sulle linee Altstätten-Gais e San Gallo-Gais-Appenzello.

## Storia
La stazione fu attivata il 1º ottobre 1889, in occasione dell'apertura della tratta San Gallo-Gais della ferrovia San Gallo-Gais-Appenzello, che entro il 1º luglio 1904 fu prolungata fino ad Appenzello. Dal 18 novembre 1911 la stazione fu collegata ad Altstätten, con la ferrovia Altstätten-Gais.

## Strutture e impianti
La stazione dispone di 3 binari dotati di marciapiede (sono presenti 2 banchine, una laterale ed una ad isola) per il servizio passeggeri. È dotata di un fabbricato viaggiatori a due piani, con la parte centrale che raggiunge i 4 piani con la copertura spiovente tipica di diverse stazioni elvetiche.

## Movimento
Al 2024, la stazione è servita da:
- Treni a cadenza oraria sulla linea S24 (Altstätten-Gais) della rete celere di San Gallo.[5][6]
- Treni ogni 30 minuti sulla linea S21 della rete celere di San Gallo tra Trogen e Appenzello (nel 2018 la linea San Gallo-Appenzello è stata raccordata alla ferrovia San Gallo-Trogen).[4]
- Treni alle ore di punta sulla linea S20 della rete celere di San Gallo tra Trogen e Bühler.[4]

## Servizi
- Biglietteria[7]
- Sala d'attesa
- Deposito bagagli automatico[7]

## Interscambi
- Fermata autobus (linee B21 e B24)[5][4]